# Конституция на Народна република България (1971)
Вижте пояснителната страница за други значения на Конституция на Народна република България.
Конституцията на Народна република България от 1971 г. (Конституция на Република България от 15 ноември 1990 г.), наричана още Живковска конституция, е приета на 18 май 1971 г. от V народно събрание. За проекта гласуват 6 135 218 българи.
Тя е основен закон, уреждащ обществено-политическите и стопански отношения, държавното устройство и основните права и задължения на гражданите на Народна република България / Република България за периода от 18 май 1971 до 12 юли 1991 г.

## История
Осмият конгрес на Българската комунистическа партия, проведен през 1962 г., взема решение за изработване на нова конституция. За целта последователно IV народно събрание и V народно събрание избират конституционна комисия съответно от 60 и от 78 народни представители. Председател на комисията е Тодор Живков. Разделена е на 6 подкомисии. Изработеният проект е публикуван за всенародно обсъждане на 30 март 1971 г. Постъпват над 14 000 писмени предложения.
Последната редакция на конституционния текст е одобрена на заседание на V народно събрание. Взето е и решение за провеждане на референдум на 16 май 1971 г. От 6 174 635 гласоподаватели в референдума участват 99,7 %, от които 99,96 % гласуват „за“. На 18 май 1971 г. конституцията е приета на тържествено заседание на V народно събрание. Същия ден е публикувана в „Държавен вестник“ и влиза в сила.

## Важни моменти
Конституцията регламентира икономическото и обществено-икономическото устройство. Съгласно член 1, алинея 3 БКП ръководи изграждането на развито социалистическо общество в тясно братско сътрудничество с БЗНС.
Върховен орган на държавната и законодателната власт е Народното събрание, работещо на сесии. Броят на народните представители е установен на 400 (дотогава в НРБ се колебае от 276 до 415 депутати). Негов постоянно действащ орган е Държавният съвет.
Висш орган на изпълнителната власт е Министерският съвет. Върховната съдебна власт се състои от тогавашния Върховен съд и главен прокурор.
Местното управление е 2-степенно в общини и окръзи. Общините – общо 1389, са закрити чрез обединяване в 291 селищни системи (всяка със свой АПК) през 1977 г., увеличени до 300 през 1981 г. и уедрени до 249 през 1987 г. Със закон от 18 август 1987 г. окръзите – общо 28, са закрити и се създават 9 области. Управлението се осъществява от изборни народни съвети, съответно от окръжни народни съвети (1971 – 1987) и от областни народни съвети (1987 – 1990). Изпълнителните им постоянно действащи органи се наричат изпълнителни комитети (съкратено: изпълкоми). Народни съвети и изпълкоми има и в по-ниските нива.

## Важни промени
От 15 януари 1990 г.
Народното събрание отменя чл. 1 за ръководната роля на БКП.
От 3 април 1990 г.
Приет е Закон за изменение и допълнение на Конституцията на НРБ (обнародван в „Държавен вестник“, бр. 29 от 10 април 1990 г.), с който се закрива Държавният съвет и вместо него се създават постовете председател (президент) и заместник-председател (заместник-президент) на Републиката. Председателят е държавен глава на България.
Изменен е член 13, където частта за социалистическата икономическа система и доминиращата обществена собственост върху средствата за производство) е заменена с нов текст, в който се заявява: „Икономическата система на Република България се основава на всички видове собственост, на свободната стопанска инициатива и конкуренция...“
От 15 ноември 1990 г.
Народна република България е преименувана на Република България.